# War on Fakes
War on Fakes (dob. »vojna s ponaredki«) je ruski spletni portal in Telegram kanal, ki se predstavlja kot preverjalec dejstev o ruski invaziji na Ukrajino. Portal je bil idenitificiran kot posrednik ruske propagande in dezinformacij o invaziji.

## Zgodovina
Po podatkih laboratorija za digitalne forenzične raziskave Atlantic Council sta bila prvotna ruska različica in Telegram kanal spletnega mesta registrirana 23. februarja 2022, dan pred invazijo na Ukrajino. Angleško spletno mesto je bilo registrirano 1. marca. 9. marca je imel Telegram kanal več kot 625.000 naročnikov in je bil z več kot 30 milijoni ogledov eden najbolj gledanih v Rusiji.
Preiskava britanske organizacije za analizo dezinformacij Logically marca 2023 je pokazala, da za War on Fakes stoji Timofej Vasilijev, nekdanji ruski novinar. Vasiljev je prej delal kot »ljudski novinar« za različne prokremeljske novičarske organizacije.

## Dezinformacije
Pregled domnevnih »preverjanj dejstev« na spletnem mestu, ki jih je avgusta 2022 izvedel PolitiFact, je pokazal, da v resnici gre za dezinformacije. Te temeljijo na tehnikah, ki se pogosto uporabljajo v ruski propagandi, z namenom zmede bralcev, ki bi poskušali pridobiti informacije o vojni v Ukrajini. Februarja 2023 je Roman Osadčuk iz digitalnega forenzičnega laboratorija Atlantic Council dejal, da je War on Fakes »postal tovarna širjenja lažnih informacij« in dodal, da »to deluje predvsem zato, ker preverjanje dejstev bralcem običajno služi kot verodostojen vir v iskanju objektivnih informacij«. War on Fakes je promovirala ruska vlada na svojih računih na družbenih omrežjih, in ruski državni medij RT.